# Бен Спіс
Бен Спіс (англ. Ben Spies; народився 11 липня 1984 Мемфіс, Теннессі, США) — колишній американський мотогонщик, учасник чемпіонатів світу з шосейно-кільцевих мотогонок MotoGP та Супербайк. Чемпіон світу з мотогонок у серії Супербайк (2009) та 5-ти разовий чемпіон американської мотоциклетної асоціації (АМА) у різних класах.
У сезоні 2013 виступав у класі MotoGP за команду «Pramac Racing», проте через низку трав змушений був пропустити більшість гонок. Після закінчення чемпіонату залишив виступи у MotoGP та професійну мотогоночну кар'єру.
Бере участь у регіональних змаганнях з велоспорту.

## Статистика професійних виступів

### У розрізі серій
| Серія              | Поул | Гонки | Подіуми | Перемоги | Швидке коло | Титул Чемпіона |
| ------------------ | ---- | ----- | ------- | -------- | ----------- | -------------- |
| World Superbike    | 11   | 28    | 17      | 14       | 6           | 1              |
| MotoGP             | 1    | 53    | 6       | 1        | 1           | 0              |
| AMA Superbike      | 43   | 74    | 68      | 29       | 30          | 3              |
| AMA Superstock     | 11   | 27    | 12      | 9        | 8           | 1              |
| AMA Formula Xtreme | 1    | 10    | 7       | 5        | 8           | 1              |
| AMA Supersport     | 2    | 28    | 4       | 1        | 2           | 0              |

### У розрізі сезонів
| Сезон | Клас   | Команда                 | Мотоцикл      | Гонки | Пер | Под | ПП | НК | Очки | Місце |
| ----- | ------ | ----------------------- | ------------- | ----- | --- | --- | -- | -- | ---- | ----- |
| 2008  | MotoGP | Rizla Suzuki MotoGP     | Suzuki GSV-R  | 3     | 0   | 0   | 0  | 0  | 20   | 19    |
| 2009  | MotoGP | Sterilgarda Yamaha Team | Yamaha YZR-M1 | 1     | 0   | 0   | 0  | 0  | 9    | 20    |
| 2010  | MotoGP | Monster Yamaha Tech 3   | Yamaha YZR-M1 | 17    | 0   | 2   | 1  | 0  | 176  | 6     |
| 2011  | MotoGP | Yamaha Factory Racing   | Yamaha YZR-M1 | 16    | 1   | 4   | 0  | 1  | 176  | 5     |
| 2012  | MotoGP | Yamaha Factory Racing   | Yamaha YZR-M1 | 16    | 0   | 0   | 0  | 0  | 88   | 10    |
| 2013  | MotoGP | Ignite Pramac Racing    | Ducati GP13   | 2     | 0   | 0   | 0  | 0  | 9    | 21    |

## Цікаві факти
- Після підписання контракту з Yamaha WSB, Спіс придбав будинок у фешенебельному районі на березі озера Комо (Італія), де його сусідами стали Сільвестр Сталлоне та Джордж Клуні.[2]